# استفانوسور
استفانوسور (نام علمی: Stephanosaurus) نام یک سرده از تیره هادروسارید است.